# ماثيو ثورنتون
ماثيو ثورنتون (بالإنجليزية: Matthew Thornton)‏ (1714 – 1803) هو طبيب وعقيد أمريكي من أصل أيرلندي. ولد ثورنتون في أيرلندا عام 1714، وانتقل إلى أمريكا في عمر مبكر ودرس الطب، واستقر في لندندري في نيو هامبشر وزاول بها مهنة الطب. في عام 1745 خدم كجراح في الحملة ضد حصن لويسبرغ، وتم تعيينه عقيدا في الميليشيا. في عام 1775 ترأس المؤتمر الذي عين الحكومة التي مثلت أهل المستعمرة. وكان مفوضا في الكونغرس القاري عام 1776، وقام بتوقيع إعلان الاستقلال في 4 يوليو. وشغل منصب قاضي محكمة نيو هامبشر العليا حتى عام 1782، وأصبح بعدها عضوا في مجلس شيوخ ولاية نيو هامبشر، وفي عام 1785 أصبح مستشار المجلس. مات ثورنتون في نيوبري بورت في ماساتشوستس، في 24 يونيو 1803 بعمر 89 عاما تقريبا.